# Дорци
Дорци једно су од четири највећа племена античке Грчке која су Дорци, Јонци, Ахајци и Еолци.

## Историја
Према легенди, дорска су племена последња населила Грчку; продирући на Пелепонез око 1200. п. н. е., тзв. У доба дорске сеобе, Дорци су потпуно освојили јужни и североисточни део, порушили градове ахајских аристократа, Микену, Аргис, Тиренс и др. уништили су микенску културу, знатан број Ахајаца пао је у дорско ропство, основали су град и државу Спарту. Поред поменутих делова Пелепонеза, у историјско доба насељавали су још и Дориду, тј. средњу Грчку, део малоазијских обала и острва Крит, Родос, Милос.
У 5. веку п. н. е. Дорци и Јонци су били две најзначајније етничке групе, чији је коначни сукоб резултирао Пелопонеским ратом.
Саму друштвену структуру Дораца карактерисала је заједничка друштвена структура и одвојеност полова. Живот слободних мушкараца је био усресређен на војне кампање. Када нису били у иностранству мушкарци су остајали у резиденцијама које су биле резервисане искључиво за мушкарце и имали су војну обуку до 30. године, без обзира на брачни статус.
Доријанке су имале већу слободу и економску моћ од жена других грчких националности. За разлику од других хеленских жена, дорске жене су могле да поседују имовину, управљају имовином својих мужева и делегирају многе кућне послове на робове. Жене у старој Спарти имале су највећу моћ деловања и економску моћ, вероватно због дуготрајног одсуства мушкараца током војних кампања. Дорске жене су носиле пеплос, који је некада био уобичајен за све хелене. Ова туника је била прикована на раменима брошевима и имала је прорезане сукње које су откривале бедра и омогућавале више слободе кретања од обимног јонског хитона.